# Rejchartice
Rejchartice (deutsch Reigersdorf) ist eine Gemeinde in Tschechien. Sie liegt sieben Kilometer nördlich von Šumperk und gehört zum Okres Šumperk. Die Gemeinde ist Mitglied im Gemeindeverband Svazek obcí údolí Desné.

## Geographie
Rejchartice erstreckt sich entlang des Rejchartický potok (Steinbach) im Hannsdorfer Bergland. Nördlich erhebt sich der Kamenný vrch (Steinberg, 664 m) und die Kozí skalka (711 m), im Süden Prostřední vrch (602 m) und Ořešník (702 m), westlich liegt der Smrk (Fichtberg, 742 m).
Nachbarorte sind Prameny im Norden, Žárová im Nordosten, Velké Losiny und Ludvíkov im Osten, Rapotín im Südosten, Bratrušov im Südwesten, Osikov und Lužná im Westen sowie Kopřivná im Nordwesten.

## Geschichte
Die erste schriftliche Erwähnung von Reigersdorf erfolgte im Jahre 1350 im Zusammenhang mit dem Bau der Kirche der Erzengel Michael und Gabriel. Seit dem Beginn des 17. Jahrhunderts gehörte das Dorf zur Herrschaft Bludov. Im Jahre 1643 wurde eine neue Kirche errichtet.
Nach der Aufhebung der Patrimonialherrschaften bildete Reigersdorf/Rajchartice ab 1850 eine Gemeinde im Bezirk Mährisch Schönberg. 1900 hatte die Gemeinde 548 Einwohner. 1930 lebten in Reigersdorf 595 Menschen.
Infolge des Münchner Abkommens wurde die Gemeinde 1938 dem Deutschen Reich angeschlossen und gehörte bis 1945 zum Landkreis Mährisch Schönberg. 1939 hatte Reigersdorf 533 Einwohner. Nach dem Zweiten Weltkrieg erfolgte die Vertreibung der deutschen Bewohner.
1949 erhielt der Ortsteil Velvíz den neuen Namen Lužná. 1976 verlor Rejchartice seine Eigenständigkeit und wurde zum Ortsteil von Rapotín. Zwischen 1985 und 1990 war das Dorf ein Ortsteil von Šumperk. Seit 1991 besteht die Gemeinde wieder.

## Gemeindegliederung
Für die Gemeinde Rejchartice sind keine Ortsteile ausgewiesen.

## Sehenswürdigkeiten
- Kirche des hl. Michael, der Barockbau entstand in den Jahren 1768 bis 1770 durch Vergrößerung der 1643 erbauten Kirche
- Denkmal für die Opfer des Zweiten Weltkrieges

## Söhne und Töchter der Gemeinde
- Joseph Veith (1811–1894), Erbrichter und Bürgermeister von Reigersdorf, Mitglied des Mährischen Landtags